# Монастырь Святого Климентия (Львов)

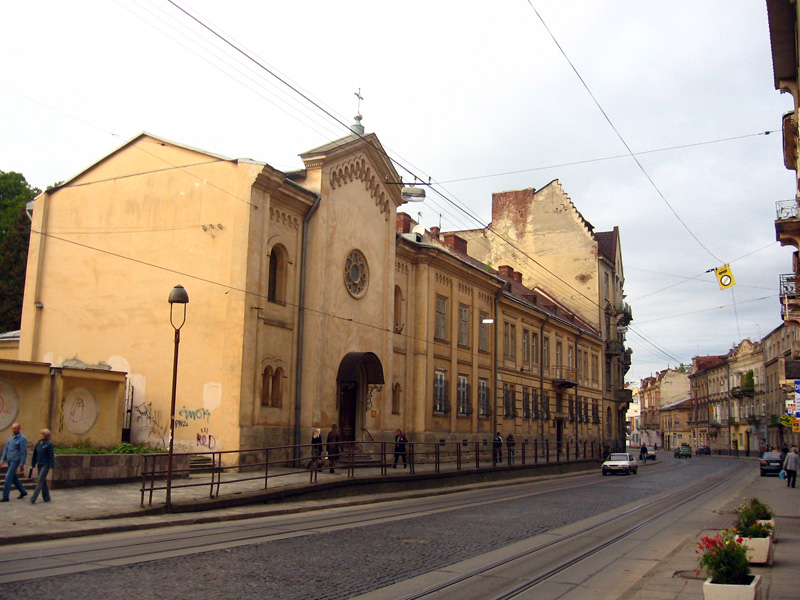
Здание монастыря Святого Климентия и церкви Непорочного Зачатия Пресвятой Богородицы

Монасты́рь Свято́го Климе́нтия — мужской грекокатолический монастырь ордена редемптористов во Львове (Украина). Находится по адресу: улица Франко, 56.

## Предыстория
Участок, на котором построен монастырь принадлежал галицко-русскому учреждению — Ставропигийскому институту. В 1881 году здесь поселились монашки-василианки; открыли гимназию для девушек, которая действовала с перерывами до 1933 г. Стараниями львовского грекокатолического митрополита Сильвестра Сембратовича в 1885 году была построена небольшая церковь. В 1912 году территория перешла в собственность другому галицко-русскому учреждению, «Народный дом», и василианки её покинули. В середине 1930-х годов «Народный дом» решил продать участок, дом и церковь. Митрополит Андрей Шептицкий купил и 18 мая 1937 передал эту недвижимость ордену редемптористов. Помещения были отремонтированы, и 13 ноября 1938 года Андрей Шептицкий вместе с епископом Николаем Чарнецким освятил монастырь.
В 1946 году монастырь был закрыт и до 1959 года дом был собственностью областного комитета компартии; позднее монастырский комплекс заняла турбаза «Львовская» общества «Львовтурист» и владела им до 1992 года. К тому времени в церкви было устроено кафе с отелем на втором этаже, а в монастырском доме размещалась бухгалтерия.

## Восстановление монастыря
Летом 1992 года представители редемптористов обратилась в городской совет Львова с просьбой возвратить монастырские сооружения и близлежащий участок. В августе 1993 года по решением губернатора Львовской области монастырский комплекс вернули Львовской провинции ордена редемптористов.
24 декабря 1996 года Государственный комитет Украины по делам религии зарегистрировал монастырь Святого Климентия как религиозную организацию Украинской грекокатолической церкви. После ремонтных работ был восстановлен монастырский храм, а в доме разместилось Провинциальное правительство Львовской провинции ордена.